# スコーピオン (原子力潜水艦)
|          |                                |
| 艦歴     |                                |
| 発注     | 1957年1月31日                  |
| 起工     | 1958年8月20日                  |
| 進水     | 1959年12月29日                 |
| 就役     | 1960年7月29日                  |
| 退役     |                                |
| その後   | 1968年5月22日に事故で喪失      |
| 除籍     | 1968年6月30日                  |
| 性能諸元 |                                |
| 排水量   | 基準 2,880トン、満載 3,075トン |
| 全長     | 76.8 m (252 ft)                |
| 全幅     | 9.7 m (32 ft)                  |
| 吃水     | 9.1 m (30 ft)                  |
| 機関     | S5W reactor                    |
| 最大速   |                                |
| 乗員     | 士官8名、兵員75名              |
| 兵装     | 21インチ魚雷発射管6門          |
|          |                                |

スコーピオン (USS Scorpion, SSN-589) は、アメリカ海軍の原子力潜水艦。スキップジャック級原子力潜水艦の3番艦。艦名はサソリにちなむ。その名を持つ艦としてはガトー級潜水艦67番艦(SS-278)以来6隻目。
スコーピオンはアメリカ海軍の潜水艦の中で平時に失われた数少ない艦の1隻である。また、アメリカ海軍が喪失した2隻の原子力潜水艦（もう1隻はスレッシャー (USS Thresher, SSN-593)）の内の1隻であり、1968年6月5日にその喪失と乗員99名の死亡が公式に宣言された。

## 艦歴
スコーピオンは1958年8月20日にコネチカット州グロトンのジェネラル・ダイナミクス・エレクトリック・ボート社で起工した。1959年12月19日にエリザベス・S・モリソン夫人（スコーピオン (USS Scorpion, SS-278) の最後の艦長の娘）によって命名、進水し、1960年7月29日に艦長ノーマン・B・ベサック中佐の指揮下就役する。
就役後第6潜水戦隊第62分艦隊に配属されたスコーピオンは8月24日にニューロンドンを出航し、ヨーロッパへ2ヶ月の配備に向かう。配備においてスコーピオンは第6艦隊および他のNATO軍部隊と共に演習に参加した。10月後半にニューイングランドに帰還すると、1961年5月まで東海岸沿いに訓練に従事した。その後再び大西洋を横断し、夏まで訓練活動に従事した。1961年8月9日にニューロンドンに帰還し、1ヶ月後にバージニア州ノーフォークに移動する。1962年には殊勲部隊章を受章している。
スコーピオンは母港のノーフォークを拠点として、その任務は原子力潜水艦の戦術開発に特化した。戦術開発においては探索する側からされる側へとその役割を変え、スコーピオンは大西洋岸およびバミューダ、プエルトリコの作戦海域において訓練に従事した。その後1963年6月から1964年5月までサウスカロライナ州チャールストンでオーバーホールを行うため任務は中断された。春の終わりに東海岸での任務を再開し、その後大西洋横断偵察のため8月4日から10月8日まで再び東海岸での任務は中断された。1965年の春にスコーピオンはヨーロッパ海域で同様の巡航を行った。
1966年の晩冬から早春と、秋にスコーピオンは特別任務のため展開した。任務を完了すると艦長はそのリーダーシップおよび先見性、専門技術の功績で海軍殊勲章を受章した。その他の士官および兵は任務達成の功績で表彰された。スコーピオンは1966年の「Northern Run」でソ連の内海に侵入し、ソ連のミサイル発射を潜望鏡を通して撮影するのに成功、その高速性でソ連艦を振り切った。スコーピオンが攻撃型潜水艦として優秀であるという評価を得ることは、潜水艦の士官が海軍内で影響力を増すのに望ましいことであった。

## 喪失

### 捜索活動
スコーピオンは、地中海でのNATO演習参加後、母港への帰投中の1968年5月21日夕方の定時連絡を最後に消息を絶った。ノーフォークへの入港予定日は5月27日であったが姿を見せず、アメリカ海軍は同日、スコーピオンの遭難を発表するとともに捜索を開始した。SOSUSには手掛りとなるデータが残されていなかったが、カナリア諸島沖とニューファンドランド島近辺に敷設されていた低周波ハイドロフォンは5月22日に発生した爆発音とその後の圧壊音を記録していた。これを基に沈没位置が推定され、アゾレス諸島の南西400km水深3,000mの地点を中心とする捜索海域が設定されたが、対象海域は広大な範囲であり困難が予想された。しかしながら、ベイズ推定（ベイズ探索理論）を利用した捜索の結果、10月28日にアゾレス諸島南西沖、深度約4,000mの海底に圧壊した船体の一部が発見された。

### 事故原因

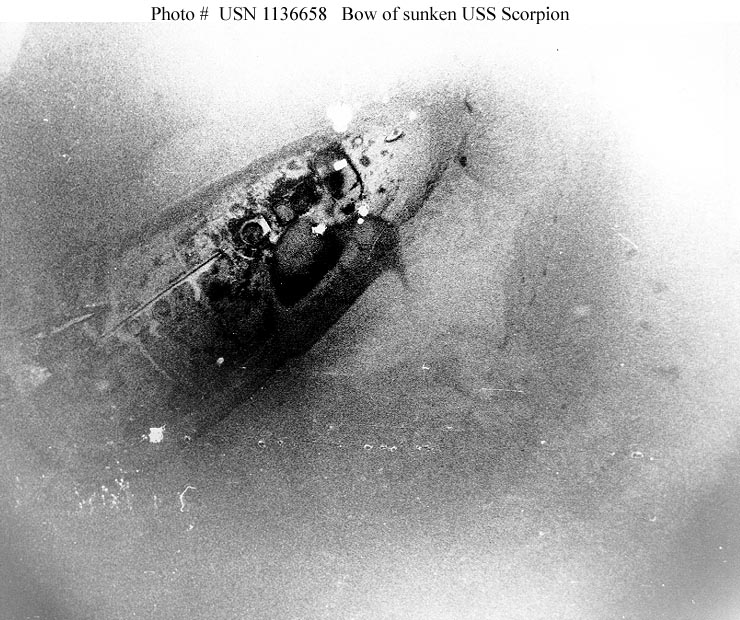
沈没したスコーピオンの船首部分、バチスカーフ トリエステII号乗組員による（米海軍、1968年）

1993年になってから事故調査報告が公開され、それによれば、原因は投棄したMk37魚雷の命中とされた。
しかし、この事故調査の最中から、この魚雷の動力源の欠陥による不完全爆発（ホットラン）が原因であるとの異論が唱えられ続けている。冷戦期のアメリカ海軍における原子力潜水艦隊の活動をまとめた著作を発表したシェリー・ソンタグらは、この説には相当の根拠があり、今なお沈没の原因には疑問の余地が存在するだけでなく、かかる問題を生じさせたのは、当時のアメリカ海軍における、整備もままならないほどの過密な原潜運用スケジュールが背景にあったと指摘している。